# Сельма Блер
Се́льма Блер Бе́йтнер (англ. Selma Blair Beitner; нар. 23 червня 1972 року) — американська акторка.
Зіграла ряд невеликих ролей у кінофільмах і на телебаченні до отримання визнання за її провідну роль у фільмі «Реквієм мафії» (1998). Її проривом стала роль Зої Бін в сіткомі «Зої, Дункан, Джейк і Джейн» (1999—2000), і роль Сесіль у культовому фільмі «Жорстокі ігри» (1999). Блер зіграла в успішних комедіях «Білявка в законі» (2001) та The Sweetest Thing (2002), а також здобула міжнародну популярність завдяки зображенню Ліз Шерман у великобюджетних фентезі-фільмах Хеллбой (2004) та Хеллбой 2: Золота армія (2008).
Її інші помітні фільми включають в себе Storytelling (2001), Не для дівчат (2003), A Dirty Shame (2004), Туман (2005), WZ (2007), Свято кохання (2007), The Poker House (2008) Темний кінь (2011), «В їхній шкірі» (2012), «Звичайний світ» (2016), «Матері і дочки» (2016), «Мама і тато» (2017).
На телебаченні знялася в ролі Кім в серіалі «Кет & Кім» (2008—2009), зіграла роль Кейт Воллес в серіалі «Управління гнівом» (2012—2014), а також роль Кріс Дженнер в першому сезоні серіалу «Американська історія злочинів» (2016). У 2010 році Блер записала аудіокнигу «Щоденник Анни Франк», отримавши номінацію на премію Греммі за кращий дитячий альбом.

## Фільмографія

### Фільм
| Рік  | Назва                   | Оригінальна назва фільму     | Роль                             | Примітки             |
| ---- | ----------------------- | ---------------------------- | -------------------------------- | -------------------- |
| 1997 | Вхід та вихід           | In & Out                     | кузина Лінда                     |                      |
| 1997 | Крик 2                  | Scream 2                     | подруга Сі-Сі (голос в телефоні) | Немає в титрах       |
| 1998 | Реквієм мафії           | Brown's Requiem              | Джейн                            |                      |
| 1998 |                         | Girl                         | Дарсі                            |                      |
| 1998 | Не можу дочекатися      | Can't Hardly Wait            | однокласниця Майка               |                      |
| 1999 | Жорстокі ігри           | Cruel Intentions             | Сесіль Колдвелл                  |                      |
| 2000 |                         | Down to You                  | Сайрус                           |                      |
| 2001 |                         | Kill Me Later                | Шон Голловей                     |                      |
| 2001 |                         | Storytelling                 | Ві                               | Сегмент «Фантастика» |
| 2001 | Білявка в законі        | Legally Blonde               | Вів'єн                           |                      |
| 2002 | Highway                 | Cassie                       |                                  |                      |
| 2002 | Кралечка                | The Sweetest Thing           | Джейн                            |                      |
| 2003 | Не для дівчат           | A Guy Thing                  | Карен                            |                      |
| 2003 |                         | Dallas 362                   | Пег                              |                      |
| 2004 | Хеллбой                 | Hellboy                      | Ліз Шерман                       |                      |
| 2004 |                         | A Dirty Shame                | Каприз «Урсула Уддерс» Стіклз    |                      |
| 2004 |                         | In Good Company              | Кімберлі                         |                      |
| 2005 |                         | Pretty Persuasion            | Грейс Андерсон                   |                      |
| 2005 |                         | The Deal                     | Еббі Галлахер                    |                      |
| 2005 | Туман                   | The Fog                      | Стіві Вейн                       |                      |
| 2005 |                         | The Big Empty                | Еліс                             | Короткий фільм       |
| 2006 |                         | The Alibi                    | Адель                            |                      |
| 2006 |                         | The Night of the White Pants | Бет Гаган                        |                      |
| 2006 |                         | Hellboy: Sword of Storms     | Ліз Шерман (голос)               | Direct-to-video      |
| 2007 |                         | Hellboy: Blood and Iron      | Ліз Шерман (голос)               | Direct-to-video      |
| 2007 |                         | Purple Violets               | Патті Петалсон                   |                      |
| 2007 | Кімната тортур          | WΔZ                          | Жан Лернер                       |                      |
| 2007 | Свято кохання           | Feast of Love                | Кетрін Сміт                      |                      |
| 2008 | Новий хлопець моєї мами | My Mom's New Boyfriend       | Емілі                            |                      |
| 2008 |                         | The Poker House              | Sarah                            |                      |
| 2008 | Хеллбой 2: Золота армія | Hellboy II: The Golden Army  | Ліз Шерман                       |                      |
| 2011 | Сімейне дерево          | The Family Tree              | місіс Делба                      |                      |
| 2011 | Темна конячка           | Dark Horse                   | Міранда                          |                      |
| 2012 |                         | Columbus Circle              | Ебігейл Клейтон                  |                      |
| 2012 |                         | In Their Skin                | Мері                             |                      |
| 2015 |                         | Sex, Death and Bowling       | Гленн Макалістер                 |                      |
| 2016 |                         | Ordinary World               | Карен                            |                      |
| 2016 |                         | Mothers and Daughters        | Рігбі                            |                      |
| 2017 |                         | Mom and Dad                  | Кендалл Раян                     |                      |
| 2019 | Після                   | After                        | Керол Янг                        |                      |
| 2020 | Після сварки            | After We Collided            | Керол Янг                        |                      |
| 2020 |                         | A Dark Foe                   | Доріс Бакстер                    |                      |

### Телебачення
| Рік       | Назва                | Оригінальна назва фільму                          | Роль                    | Примітки                                             |
| --------- | -------------------- | ------------------------------------------------- | ----------------------- | ---------------------------------------------------- |
| 1995      |                      | The Adventures of Pete & Pete                     | Пенелопа Гіруто         | Епізод: «Das Bus»                                    |
| 1996      |                      | The Dana Carvey Show                              | в титрах не вказана     | Епізод: "The Szechuan Dynasty Dana Carvey Show "     |
| 1997      |                      | Amazon High                                       | Ціан                    | Пілотний проєкт                                      |
| 1997      |                      | Soldier of Fortune, Inc.                          | Тіш Огіст               | Епізод: «La Mano Negra»                              |
| 1998      |                      | Getting Personal                                  | портьє                  | Пілотний проєкт                                      |
| 1998      |                      | Promised Land                                     | Карла Бравер            | Епізод: «Designated Driver»                          |
| 1998      |                      | No Laughing Matter                                | Лорен Вінслоу           | телефільм                                            |
| 1999–2000 |                      | Zoe, Duncan, Jack and Jane                        | Зої Бін                 | 24 епізоди                                           |
| 2000      | Ксена: принцеса-воїн | Xena: Warrior Princess                            | Ціан                    | Епізод: «Lifeblood»                                  |
| 2002      | Друзі                | Friends                                           | Венді                   | Епізод: «The One with Christmas in Tulsa»            |
| 2003      |                      | Coast to Coast                                    | Стейсі Пірс             | телефільм                                            |
| 2004      |                      | DeMarco Affairs                                   | Кейт ДеМарко            | Пілотний проєкт                                      |
| 2008–2009 |                      | Kath &amp; Kim                                    | Кім                     | 17 епізодів                                          |
| 2010      |                      | Tommy's Little Girl                               | Адвокат / Ассасин       | Пілотний проєкт                                      |
| 2010      | Веб-терапія          | Web Therapy                                       | Теммі Гайнс             | 3 епізода                                            |
| 2011      | Портландія           | Portlandia                                        | Френні Вокер            | Епізод: «Blunderbuss»                                |
| 2012–2013 | Управління гнівом    | Anger Management                                  | Доктор Кейт Вельс       | 43 епізода                                           |
| 2012      | Веб-терапія          | Web Therapy                                       | Теммі Гайнс             | 2 епізода                                            |
| 2012      |                      | Slideshow of Wieners: A Love Story                | Бекка                   | короткий фільм                                       |
| 2012      |                      | The Woman for Mitt Romney                         | Керолайн                | короткий фільм                                       |
| 2013      |                      | Out There                                         | Дестіні / Ларрі (голос) | 2 епізода                                            |
| 2013      |                      | Comedy Bang! Bang!                                |                         | Епізод: «Andy Samberg Wears a Plaid Shirt & Glasses» |
| 2014      |                      | Really                                            | Джоанна                 | Пілотний проєкт                                      |
| 2016      |                      | The People v. O. J. Simpson: American Crime Story | Кріс Дженнер            | 3 епізода                                            |
| 2016      |                      | Bookaboo                                          | в ролі себе             |                                                      |
| 2018      | Загублені у космосі  | Lost in Space                                     | Джессіка Гарріс         | Епізод: «Infestation»                                |
| 2018      |                      | Heathers                                          | Джейд Дюк               | 4 епізода                                            |
| 2019      |                      | Another Life                                      | Гарпер Глесс            | головна роль (1 сезон)                               |
| 2020      | Качині історії       | DuckTales                                         | Гамамеліс (голос)       | Епізод: "The Trickening!"                            |
| 2022      |                      | Dancing with the Stars                            | в ролі себе             | «Contestant» (31 сезон)                              |